# Niphabryna
Niphabryna is een kevergeslacht uit de familie van de boktorren (Cerambycidae). De wetenschappelijke naam van het geslacht werd voor het eerst geldig gepubliceerd in 1972 door Franz.

## Soorten
Niphabryna is monotypisch en omvat slechts de volgende soort:
- Niphabryna granulosus Franz, 1972